# Amerigo Vespucci (1884)
Крейсер «Амеріго Веспуччі» (італ. Amerigo Vespucci) — бронепалубний крейсер типу «Флавіо Джоя» Королівських ВМС Італії 2-ї половини XIX століття;

## Історія створення
Крейсер «Амеріго Веспуччі» був закладений 9 грудня 1879 року на верфі Арсеналу флоту у Венеції. Свою назву отримав на честь італійського мореплавця Амеріго Веспуччі. Спущений на воду 31 липня 1882 року, вступив у стрій 1 вересня 1884 року.

## Історія служби
Після вступу у стрій крейсер «Амеріго Веспуччі» використовувався для дій у Червоному морі та брав участь в окупації Массауа. Здійснив ряд походів до берегів Південної Америки.
З 1893 року використовувався як навчальний для підготовки новобранців. Був переозброєний чотирма 120-мм гарматами та двома 355-мм торпедними апаратами.
У 1928 році виключений зі складу флоту та розібраний на метал.